# Antonio Arcari
Antonio Arcari (Pralboino, província de Brescia, 8 de maig de 1953) és un religiós i diplomàtic italià, nunci apostòlic de la Santa Seu a Hondures, Moçambic i Costa Rica.
Ordenat sacerdot en 1977, en 1980 fou nomenat Prelat d'Honor de Sa Santedat per Joan Pau II. Es doctorà en dret canòmic a l'Acadèmia Pontifícia Eclesiàstica i en 1982 ingressà al servei diplomàtic de la Santa Seu.
Després de servir a les Nunciatures Apostòliques de la República Centreafricana, Estats Units, Bolívia, lrlanda, Croàcia, Albània i Perú, en 2003 fou nomenat bisbe titular de Caeciri i ha exercit com a nunci apostòlic a Hondures de 2003 a 2008, a Moçambic de 2008 a 2014, i a Costa Rica des de 2014.